# Bäckalund
Bäckalund is een plaats in de gemeente Sunne in het landschap Värmland en de provincie Värmlands län in Zweden. De plaats heeft 110 inwoners (2005) en een oppervlakte van 31 hectare.